# Großwarasdorf
Grosswarasdorf (kroatiska: Veliki Borištof, ungerska: Szabadbáránd) är en ort och kommun i Österrike. Den ligger i distriktet Oberpullendorf i förbundslandet Burgenland, i den östra delen av landet, 80 km söder om huvudstaden Wien. 
Kommunen består av fyra orter (Ortschaften) (inom parentes invånarantal 1 januari 2024):
- Großwarasdorf (516)
- Kleinwarasdorf (423)
- Langental (93)
- Nebersdorf (325)